# Muốn nói với anh
Muốn nói với anh là album phòng thu thứ ba của Hồ Ngọc Hà mang phong cách nhạc R&B và Pop được phát hành đầu năm 2007. Ca khúc chủ đề của album là  "Muốn nói với anh" cũng do chính Hồ Ngọc Hà sáng tác.

## Sản xuất

### Biên tập
Album gồm một CD với 11 ca khúc chủ yếu được sáng tác bởi Đức Trí và Huy Tuấn. Trong đó có 9 ca khúc mới và 2 ca khúc được hòa âm lại là "Mùa đông sẽ qua" sáng tác bởi Dương Thụ, Huy Tuấn và "Như chưa bắt đầu" sáng tác bởi Đức Trí. CD được đính kèm một DVD có 2 video Muốn nói với anh và Giấc mơ chỉ là giấc mơ.
Ca khúc chủ đề "Muốn nói với anh" là sáng tác đầu tay của Hồ Ngọc Hà được cô viết sau khi thu gần xong album để bổ sung thêm số lượng bài sôi động, ca khúc được cô sáng tác trong khoảng 10 phút.

### Danh sách ca khúc
| STT | Nhan đề                  | Sáng tác            | Thời lượng |
| --- | ------------------------ | ------------------- | ---------- |
| 1.  | "Đời bỗng vui"           | Đức Huy             |            |
| 2.  | "Nơi em tìm đến"         | Huy Tuấn            |            |
| 3.  | "Giấc mơ chỉ là giấc mơ" | Đức Huy             |            |
| 4.  | "Muốn nói với anh"       | Hồ Ngọc Hà          |            |
| 5.  | "Chiều vắng anh"         | Huy Tuấn            |            |
| 6.  | "Chờ em"                 | Huy Tuấn            |            |
| 7.  | "Đừng trách em"          | Đức Huy             |            |
| 8.  | "Tình cho em"            | Đức Huy             |            |
| 9.  | "Mùa đông sẽ qua"        | Huy Tuấn, Dương Thụ |            |
| 10. | "Nơi cuối chân trời"     | Đức Huy             |            |
| 11. | "Như chưa bắt đầu"       | Đức Huy             |            |

## Phát hành
Album Muốn nói với anh của được phát hành trên toàn thế giới vào đầu tháng 12 năm 2006 qua kênh Music Faces Entertainment tại Hoa Kỳ và là album lần đầu của Việt Nam được bán trên mạng nền tảng CDBaby, MSN và iTunes Store của Apple.
CD album Muốn nói với anh được phát hành chính thức từ ngày 20 tháng 1 năm 2007.

## Đón nhận
| Năm  | Giải thưởng     | Hạng mục                      | Kết quả                      | Chú thích |
| ---- | --------------- | ----------------------------- | ---------------------------- | --------- |
| 2007 | Album vàng 2007 | Tháng 4                       | (không rõ hạng mục đạt giải) | [ 6 ]     |
| 2007 | Album vàng 2007 | Hội đồng nghệ thuật bình chọn | Album nghệ thuật xuất sắc    | [ 7 ]     |